# 安德烈·戈丹
夏尔·安德烈·戈丹（法語：Charles André Gaudin，1874年11月30日—？），法国前男子赛艇运动员。他曾代表法国参加1900年夏季奥林匹克运动会赛艇比赛，获得男子单人双桨银牌。